# Estadio Riazor
Das Estadio Municipal de Riazor (durch Sponsoringvertrag seit Juni 2017 offiziell Estadio Abanca-Riazor) ist ein Fußballstadion in der spanischen Stadt A Coruña, Autonome Gemeinschaft Galicien. Es ist die Heimspielstätte des Fußballvereins Deportivo La Coruña, der gegenwärtig in der Segunda División spielt. Es bietet heute 32.490 Plätze. Die direkt am Atlantik gelegene Anlage verfügt über eine Rasenheizung und eine Flutlichtanlage.

## Geschichte
Das Stadion wurde am 28. Oktober 1944 mit dem Spiel Deportivo La Coruña gegen den FC Valencia (2:3) eingeweiht. Es war ein Austragungsort der Fußball-Weltmeisterschaft 1982. Damals wurde es erstmals vollständig renoviert. Eine weitere Renovierung fand zwischen 1995 und 1998 statt.
Das Riazor steht auf einer Liste spanischer Stadien in der gemeinsamen Bewerbung mit Portugal und Marokko für die Fußball-Weltmeisterschaft 2030. Das Stadion soll renoviert und von rund 32.500 auf 45.055 Plätze ausgebaut werden. Dies soll durch eine Spielfeldabsenkung und die Erweiterung der Ränge nach oben auf ein Niveau erreicht werden. Im Februar 2023 wurde die Kapazität leicht auf 48.000 angehoben. Die Kosten werden auf 62,5 Mio. Euro geschätzt. Sie sollen durch die Stadt A Coruña, die Autonome Gemeinschaft Galicien und private Investoren abgedeckt werden. Die Bauarbeiten könnten im Juni 2024 beginnen. Zwei Jahre später soll es im Juni 2026 bezugsfertig sein. Die vollständige Fertigstellung ist für Februar 2027 geplant.